# Pfarrhaus (Autenried)

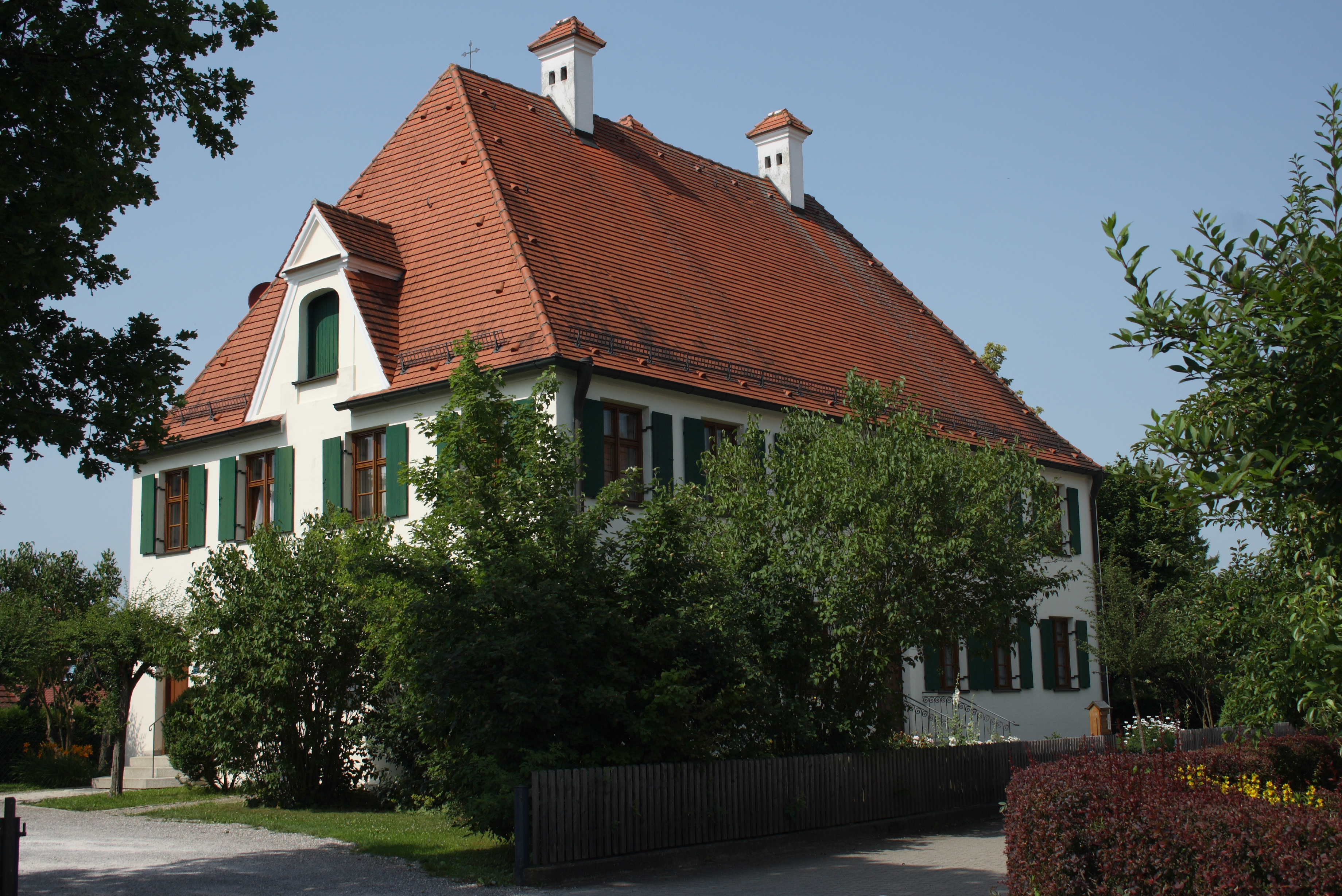
Pfarrhaus in Autenried

Das Pfarrhaus in Autenried, einem Stadtteil von Ichenhausen im Landkreis Günzburg im bayerischen Regierungsbezirk Schwaben, wurde zwischen 1735 und 1740 errichtet. Das Pfarrhaus am Benno-Bichler-Platz 2 ist ein geschütztes Baudenkmal.
Der zweigeschossige Walmdachbau wurde von Maurermeister Joseph Meitinger errichtet. Am südlichen Walm befindet sich ein aufwendiges Dachfenster mit Dreiecksgiebel.